# Maurice Jarre
Maurice Jarre (Lione, 13 settembre 1924 – Malibù, 28 marzo 2009) è stato un musicista e compositore francese, autore di colonne sonore cinematografiche.

## Biografia
Collaborò con la compagnia di prosa Renaud-Barrault e dal 1950 al 1964 diresse il Théâtre National Populaire. Compose musiche per il cinema collaborando con i registi della Nouvelle Vague (Resnais, Rossif, Franju); vinse l'Oscar per le partiture di Lawrence d'Arabia (1962), Il dottor Zivago (1965) e Passaggio in India (1984), tutti film di David Lean.
La colonna sonora del film Il dottor Zivago arriva in prima posizione in Norvegia per 4 settimane e in seconda in Germania Ovest. Fu autore, tra l'altro, delle musiche di Una stagione all'inferno (1971) di Nelo Risi, Gesù di Nazareth (1977) di Franco Zeffirelli e L'inganno (1981) di Volker Schlöndorff. Sposato con Dany Saval, era il padre del musicista e compositore Jean-Michel Jarre.

## Premi e candidature

### Premio Oscar
- 1963 – Migliore colonna sonora per Lawrence d'Arabia
- 1964 – Candidatura alla migliore colonna sonora per L'uomo senza passato
- 1966 – Migliore colonna sonora per Il dottor Zivago
- 1973 – Candidatura alla migliore canzone per L'uomo dai 7 capestri
- 1978 – Candidatura alla migliore colonna sonora per Il messaggio
- 1985 – Migliore colonna sonora per Passaggio in India
- 1986 – Candidatura alla migliore colonna sonora per Witness - Il testimone
- 1989 – Candidatura alla migliore colonna sonora per Gorilla nella nebbia
- 1991 – Candidatura alla migliore colonna sonora per Ghost - Fantasma

### Premio Grammy
- Vincitore miglior colonna sonora originale per Il dottor Zivago

### Altri premi
- Vincitore Golden Globe per la migliore colonna sonora originale per Il dottor Zivago 1966
- Vincitore British Academy Award miglior colonna sonora per L'attimo fuggente 1989
- Vincitore Golden Globe miglior colonna sonora Il profumo del mosto selvatico nel 1995

## Filmografia parziale

### Cinema
- X 3 operazione dinamite (Le Feu aux poudres), regia di Henri Decoin (1957)
- La fossa dei disperati (La tête contre les murs), regia di Georges Franju (1959)
- Dragatori di donne (Les Dragueurs), regia di Jean-Pierre Mocky (1959)
- Occhi senza volto (Les Yeux sans visage), regia di Georges Franju (1960)
- L'uomo senza passato (Les dimanches de Ville d'Avray), regia di Serge Bourguignon (1962)
- Il giorno più lungo (The Longest Day), regia di Ken Annakin, Andrew Marton e Bernhard Wicki (1962)
- Il delitto di Thérèse Desqueyroux (Thérèse Desqueyroux), regia di Georges Franju (1962)
- Lawrence d'Arabia (Lawrence of Arabia), regia di David Lean (1962)
- L'uomo in nero (Judex), regia di Georges Franju (1963)
- Il treno (The Train), regia di John Frankenheimer e Arthur Penn (1964)
- Week-end a Zuydcoote (Week-end à Zuydcoote), regia di Henri Verneuil (1964)
- ...e venne il giorno della vendetta (Behold a Pale Horse), regia di Fred Zinnemann (1964)
- Il dottor Živago (Doctor Zhivago), regia di David Lean (1965)
- Il collezionista (The Collector), regia di William Wyler (1965)
- Grand Prix, regia di John Frankenheimer (1966)
- I professionisti (The Professionals), regia di Richard Brooks (1966)
- Parigi brucia? (Paris brûle-t-il?), regia di René Clément (1966)
- Gambit - Grande furto al Semiramis (Gambit), regia di Ronald Neame (1966)
- La notte dei generali (The Night of the Generals), regia di Anatole Litvak (1967)
- La 25ª ora (La Vingt-cinquième heure), regia di Henri Verneuil (1967)
- Viva! Viva Villa! (Villa Rides), regia di Buzz Kulik (1968)
- Poker di sangue (Five Card Stud), regia di Henry Hathaway (1968)
- L'uomo di Kiev (The Fixer), regia di John Frankenheimer (1968)
- Isadora, regia di Karel Reisz (1968)
- La caduta degli dei, regia di Luchino Visconti (1969)
- Topaz, regia di Alfred Hitchcock (1969)
- Il capitano di lungo... sorso (The Extraordinary Seaman), regia di John Frankenheimer (1969)
- El Condor, regia di John Guillermin (1970)
- La figlia di Ryan (Ryan's Daughter), regia di David Lean (1970)
- Una stagione all'inferno, regia di Nelo Risi (1971)
- Sole rosso (Soleil rouge), regia di Terence Young (1971)
- Appartamento al Plaza (Plaza Suite), regia di Arthur Hiller (1971)
- L'uomo dai 7 capestri (The Life and Times of Judge Roy Bean), regia di John Huston (1972)
- La papessa Giovanna (Pope Joan), regia di Michael Anderson (1972)
- Gli effetti dei raggi gamma sui fiori di Matilda (The Effect of Gamma Rays on Man-in-the-Moon Marigolds), regia di Paul Newman (1972)
- Mercoledì delle ceneri (Ash Wednesday), regia di Larry Peerce (1973)
- L'isola sul tetto del mondo (The island at the Top of the World), regia di Robert Stevenson (1974)
- L'uomo che volle farsi re (The Man Who Would Be King), regia di John Huston (1975)
- Mandingo, regia di Richard Fleischer (1975)
- I giustizieri del West (Posse), regia di Kirk Douglas (1975)
- Ci rivedremo all'inferno (Shout at the Devil), regia di Peter R. Hunt (1976)
- Gli ultimi fuochi (The Last Tycoon), regia di Elia Kazan (1976)
- Il messaggio (The Message), regia di Moustapha Akkad Andrew Marton (regista 2a unità) (1976)
- Il principe e il povero (Crossed Swords), regia di Richard Fleischer (1977)
- Rebus per un assassinio (Winter Kills), regia di William Richert (1979)
- Il tamburo di latta (Die Blechtrommel), regia di Volker Schlöndorff (1979)
- Resurrection, regia di Daniel Petrie (1980)
- Shōgun - Il signore della guerra (Shogun), regia di Jerry London (1980)
- The Black Marble, regia di Harold Becker (1980)
- L'ultimo viaggio dell'arca di Noè (The Last Flight of Noah's Ark), regia di Charles Jarrott (1980)
- L'inganno (Die Fälschung), regia di Volker Schlöndorff (1981)
- Taps - Squilli di rivolta (Taps), regia di Harold Becker (1981)
- Firefox - Volpe di fuoco (Firefox), regia di Clint Eastwood (1982)
- L'ospedale più pazzo del mondo (Young Doctors in Love), regia di Garry Marshall (1982)
- Un anno vissuto pericolosamente (The Year of Living Dangerously), regia di Peter Weir (1982)
- Top Secret!, regia di Zucker-Abrahams-Zucker (1984)
- Dreamscape - Fuga nell'incubo (Dreamscape), regia di Joseph Ruben (1984)
- Passaggio in India (A Passage to India), regia di David Lean (1984, Capitol Records CD022)
- Il mio nemico (Enemy Mine), regia di Wolfgang Petersen (1985)
- La sposa promessa (The Bride), regia di Franc Roddam (1985)
- Mad Max oltre la sfera del tuono (Mad Max Beyond Thunderdome), regia di George Miller e George Ogilvie (1985)
- Witness - Il testimone (Witness), regia di Peter Weir (1985)
- Mosquito Coast (The Mosquito Coast), regia di Peter Weir (1986)
- Tai-Pan, regia di Daryl Duke (1986)
- I guerrieri del sole (Solarbabies), regia di Alan Johnson (1986)
- Senza via di scampo (No Way Out), regia di Roger Donaldson (1987)
- Gaby - Una storia vera (Gaby - A True Story), regia di Luis Mandoki (1987)
- Attrazione fatale (Fatal Attraction), regia di Adrian Lyne (1987)
- Gorilla nella nebbia (Gorillas in the Mist: The Story of Dian Fossey), regia di Michael Apted (1988)
- Cocktail, regia di Roger Donaldson (1988)
- L'attimo fuggente (Dead Poets Society), regia di Peter Weir (1989)
- Uno strano caso (Chances Are), regia di Emile Ardolino (1989)
- Nemici, una storia d'amore (Enemies: A Love Story), regia di Paul Mazursky (1989)
- Allucinazione perversa (Jacob's Ladder), regia di Adrian Lyne (1990)
- Solar Crisis, regia di Richard C. Sarafian (1990)
- Ghost - Fantasma (Ghost), regia di Jerry Zucker (1990)
- Cara mamma, mi sposo (Only the Lonely), regia di Chris Columbus (1991)
- Scuola d'onore (School Ties), regia di Robert Mandel (1992)
- Fearless - Senza paura (Fearless), regia di Peter Weir (1993)
- Il profumo del mosto selvatico (A Walk in the Clouds), regia di Alfonso Arau (1995)
- Verso il sole (The Sunchaser), regia di Michael Cimino (1996)
- Sognando l'Africa (I Dreamed of Africa), regia di Hugh Hudson (2002)

### Televisione
- Cimarron Strip (1967) - Serie TV - Episodio 1x04
- Gesù di Nazareth (1977) - Miniserie TV
- Shogun (1980) - Miniserie TV
- La rivolta (Uprising), regia di Jon Avnet (2001) - Film TV